# Igazságügyi palota (Brüsszel)
A hatalmas eklektikus stílusú brüsszeli Igazságügyi Palota (hollandul: Justitiepaleis, franciául: Palais de Justice) Brüsszel magaslatainak egyikén helyezkedik el. A domb eredeti neve Galgenberg („Akasztófa-hegy”) volt, mivel annak idején ezen a helyen állt a városi akasztófa. Az épület 1866 és 1883 között épült Joseph Poelaert építész tervei alapján.
Az Igazságügyi Palota óriási épülete uralja a felsőváros horizontját alulról, a város számos pontjáról nézve. Az építkezés 1866-ban kezdődött, és 20 év múlva fejeződött be, hozzávetőleg 4 évvel tervezője, Poelaert halála után, akiről az a tér is a nevét kapta, amelyen az épület áll. A palota hozzávetőleg 26 000 négyzetméteres alapterületével nagyobb, mint a római Szent Péter-bazilika, sőt, ez volt Európában a 19. században épített legnagyobb épület. Nem kevesebb, mint 8 belső udvar található benne, melyek területe összesen 6000 négyzetméter. Központi kupolája 142 méter magas. 27 nagy tárgyalóterem, és 245 további kis tárgyaló, illetve egyéb szoba van benne.
II. Lipót belga király parancsára kezdődött az építkezés, aki létrehozta a belga birodalmat is Kongó megszerzésével, amely maga is egy mamutvállalkozás volt. Az Igazságügyi Palota elhelyezése sem volt véletlen műve. Brüsszel legrégibb és legszegényebb szomszédsága, a Marollen felett büszkén magasodva arra szolgált, hogy figyelmeztesse az egyszerű népet, mi vár rájuk, ha elmulasztják az engedelmeskedést. Valóban, az épület azon a helyen áll, ahol évszázadokig a kivégzéseket hajtották végre.
Az épület a világ legnagyobbjai közé sorolható, és Európában is az első három között van. Benne található a belga Legfelsőbb Bíróság.
A világon több épületet is megmintáztak ez alapján, például a limai Igazságügyi palotát és az argentin Nemzeti Kongresszus épületét.

## Képgaléria

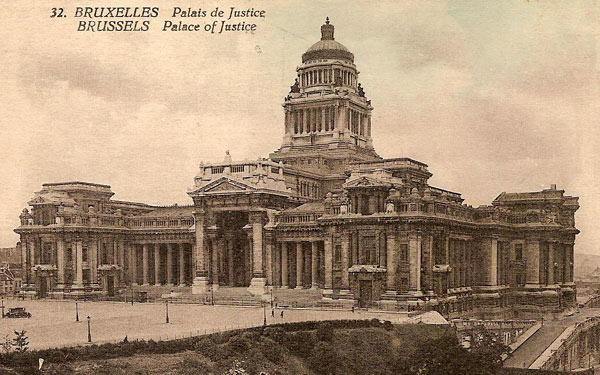
A brüsszeli Igazságügyi Palota a 20. század elején
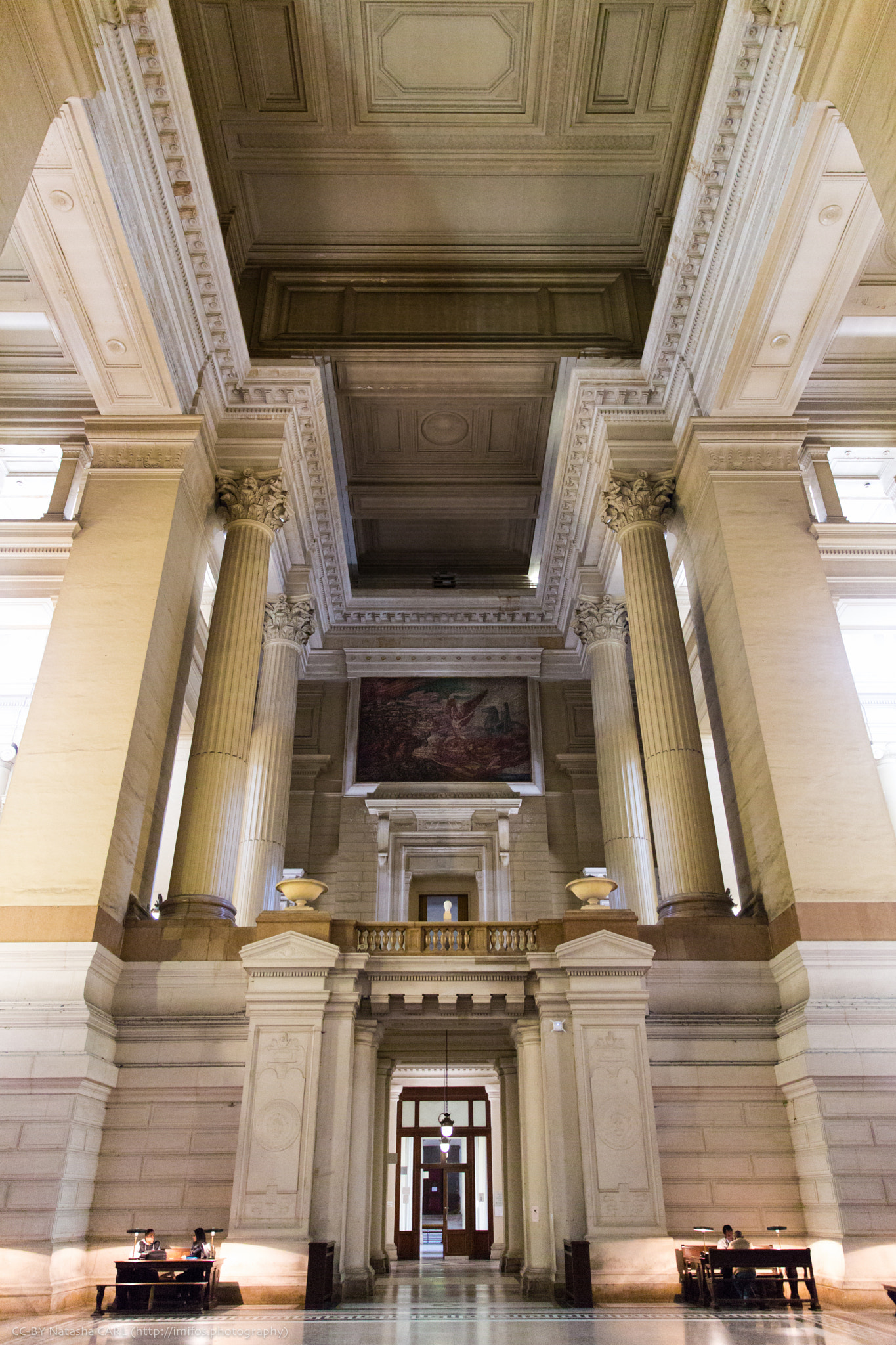
A Palota belseje
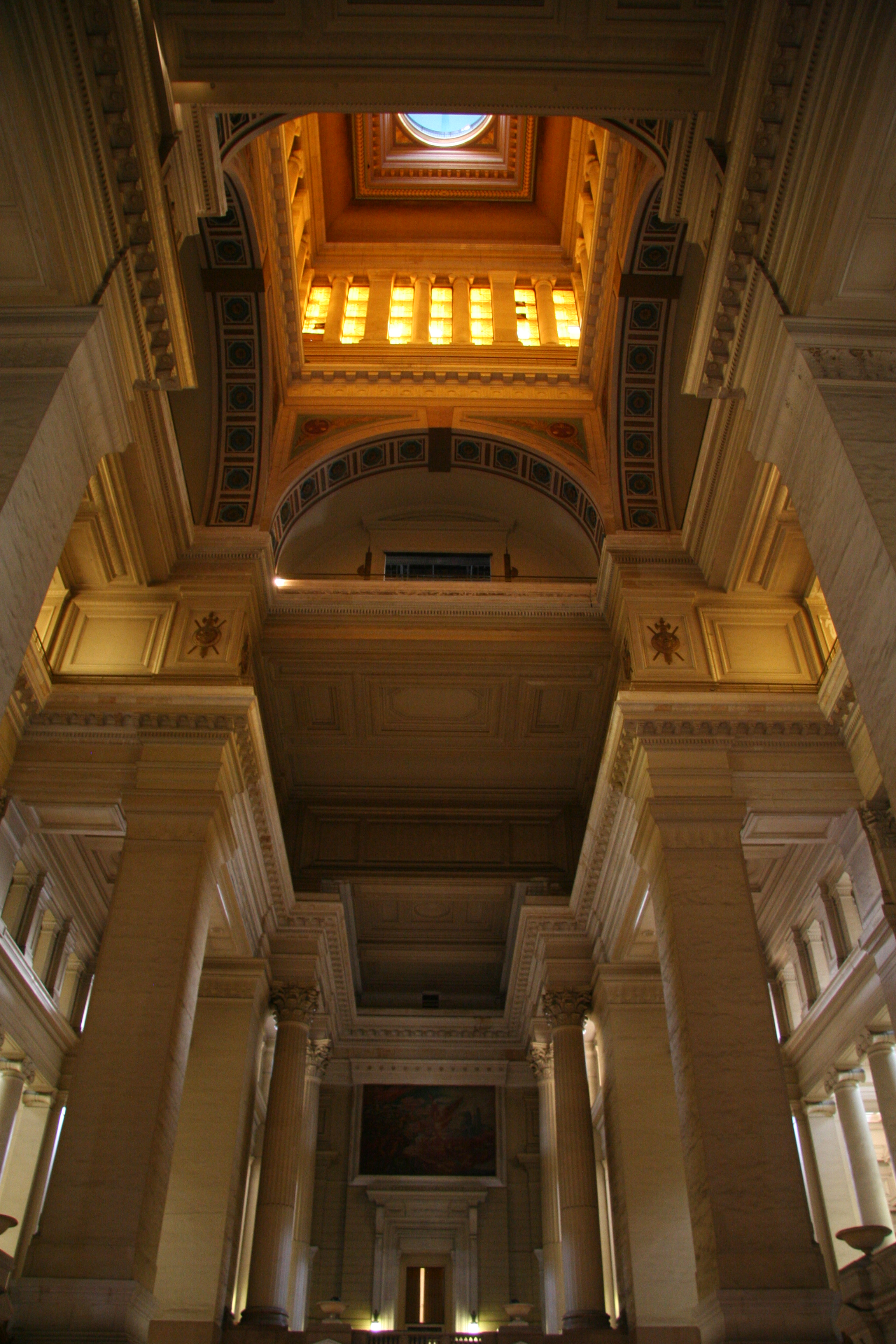
A Palota belseje
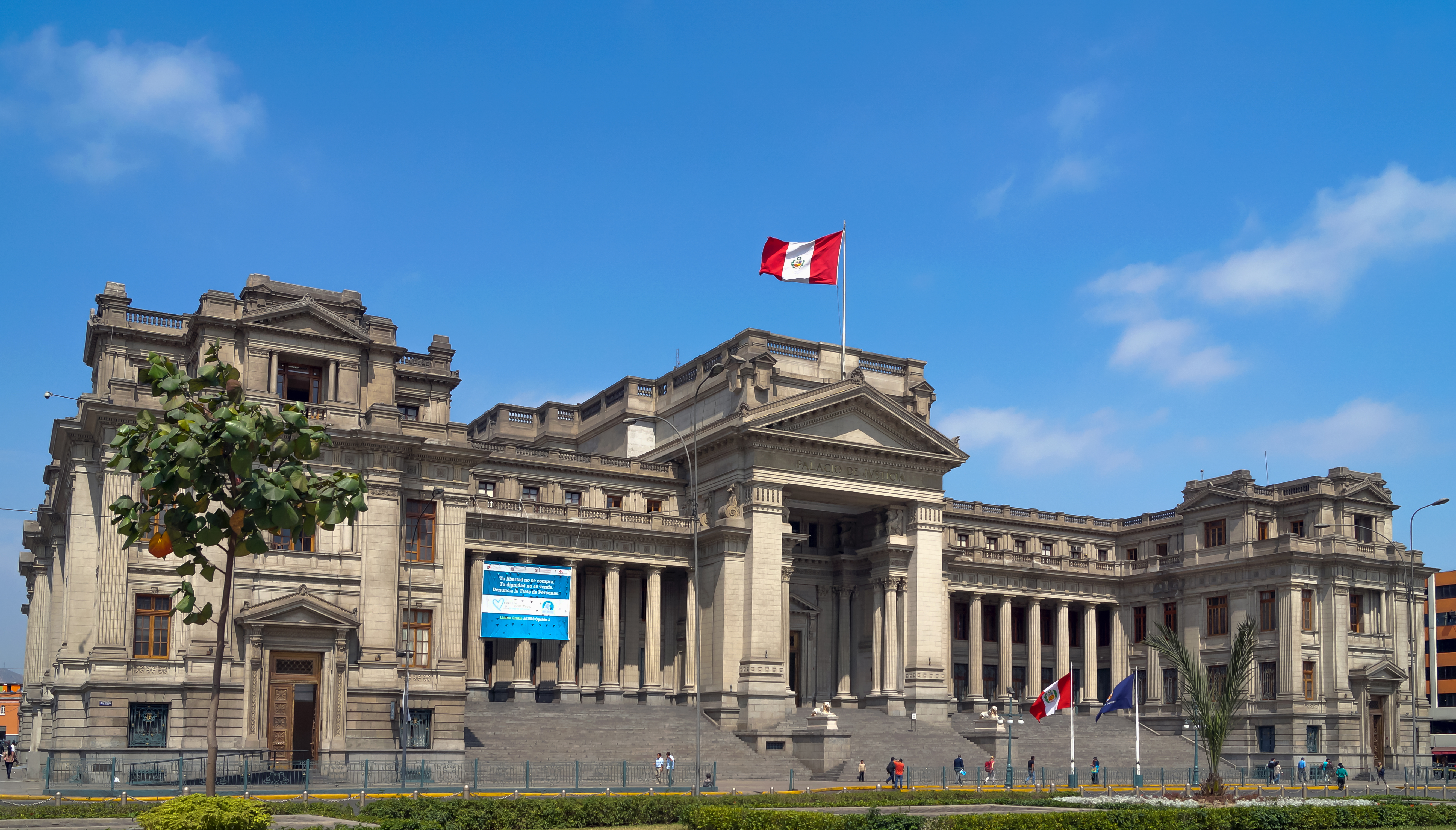
A limai Igazságügyi Palota, Peru